# جين ستيوارت
جين ستيوارت (بالإنجليزية: Jeanne Stuart)‏ هي ممثلة بريطانية (وحملت سابقاً جنسية المملكة المتحدة لبريطانيا العظمى وأيرلندا)، ولدت في 13 أغسطس 1908 في المملكة المتحدة، وتوفيت في 12 فبراير 2003 في موناكو.

## وصلات خارجية
- جين ستيوارت على موقع IMDb (الإنجليزية)
- جين ستيوارت على موقع قاعدة بيانات الفيلم (الإنجليزية)